# Jackson County (Colorado)
Jackson County is een county in de Amerikaanse staat Colorado.
De county heeft een landoppervlakte van 4.178 km² en telt 1.577 inwoners (volkstelling 2000). De hoofdplaats is Walden.

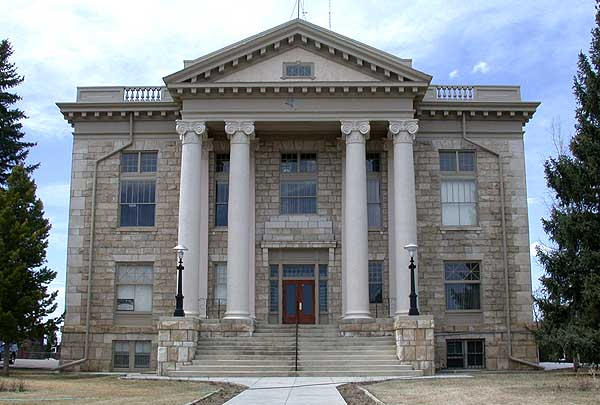
Jackson County Courthouse